# Dávid Bisztritsányi
Dávid Bisztritsányi (Budapest, 7 giugno 1987) è un pallanuotista ungherese, di ruolo portiere.

## Palmarès

### Club
- Campionato ungherese: 2

Eger: 2013, 2014

### Nazionale
- Europei

Belgrado 2016: 
- Universiadi

Kazan 2013: 
Gwangju 2015: 